# Pilar González (política)
Pilar González Modino (Mérida, Extremadura, 25 de julio de 1962) es una historiadora y política española, secretaria general del Partido Andalucista entre 2008 y 2012. En septiembre de ese año, tras su salida del Partido Andalucista impulsó la asociación política ecoandalucista Primavera Andaluza.
Desde 2018 participó en la creación de Adelante Andalucía y fue senadora de dicha formación entre 2019 y 2022. Desde la refundación de Adelante Andalucía en junio de 2021, forma parte de su dirección nacional.

## Biografía

### Inicios de su carrera política
Licenciada en Geografía e Historia por la Universidad de Sevilla, ingresó en el Partido Andalucista en 1995. Fue secretaria de la Agrupación Sur de Sevilla, miembro de la Mesa del Consejo Andalucista de Gobierno y secretaria provincial de Comunicación. Entre el 2000 y el 2003 fue jefa de gabinete de la Consejería de Turismo y Deporte de la Junta de Andalucía. En las elecciones municipales de 2003 en Sevilla fue en las listas en el séptimo puesto, no saliendo elegida. En las elecciones al parlamento de Andalucía de 2004 fue la número 3 en la circunscripción de Sevilla. Tras la dimisión de Rosa Ortega, el 26 de abril de 2004 tomó posesión de su acta de concejala. El 30 de marzo de 2005 dejó el Ayuntamiento de Sevilla para tomar posesión de diputada en el Parlamento de Andalucía en sustitución de Antonio Ortega García. En noviembre de ese mismo año fue nombrada portavoz del grupo andalucista.

### Secretaria general del Partido Andalucista
Tras el descalabro sufrido en las elecciones de 2008, Julián Álvarez Ortega dimitió como secretario general y ella se presentó para el cargo. El 7 de junio de 2008 se celebra el XIV Congreso Extraordinario del PA en Sevilla, donde se consigue un consenso entre los candidatos a la secretaría general, que eran Pilar González y Francisco Jiménez, acordando aportar 12 miembros la lista ganadora y 8 la perdedora. Resulta ganadora González, siendo ella la nueva secretaria general. Jiménez ostentaría la vicesecretaría general. 
El 30 de enero de 2011 se la proclamó candidata a la alcaldía de Sevilla. El 1 de mayo de 2011, en un Congreso Extraordinario, el PSA de Pacheco decidió integrarse de nuevo en el PA. Pedro Pacheco, promotor de la anterior separación, no secundó la reunificación y fundó el partido Plataforma Andaluza - Foro Ciudadano.
En las elecciones municipales de 2011 el PA obtuvo un total de 230.274 votos, consiguiendo 470 concejales en 282 municipios diferentes. Los resultados fueron dispares según las provincias, produciéndose un aumento de concejales respecto a 2007 en las provincias de Almería, Granada, Sevilla y Cádiz, bajando en las otras cuatro provincias, como recogen los datos oficiales de las elecciones. Los mayores éxitos del PA fueron la obtención de la alcaldía de Puerto Real, feudo tradicional de IU, y de Los Barrios, ambos municipios en la provincia de Cádiz. En Sevilla obtuvo 16.097 votos y el 4,78% quedándose a muy pocos votos de lograr el acta de concejal.
En las elecciones generales de 2011 consiguió mejorar ligeramente los anteriores resultados con 76.999 de votos.
En las elecciones al parlamento de Andalucía de 2012, el PA obtuvo un mal resultado, penas 100.000 votos. El 30 de abril de 2012 presentó su dimisión como secretaria general tras las maniobras de algunos dirigentes históricos para apartarla de la dirección del partido.

### Salida del PA y creación de Primavera Andaluza
Tras su salida del Partido andalucista creó la asociación ecoandalucista Primavera Andaluza y anunció que abandonaría la política.

Logotipo de Primavera Andaluza.

#### Vuelta a la política
Para las elecciones al Parlamento de Andalucía de 2018 se constituyó como partido político y confluyó dentro de Adelante Andalucía. Para las elecciones municipales de Dos Hermanas se presentó como candidata a la alcaldía de Dos Hermanas. Consiguió 7069 votos y el 13,13%, lo que le hizo tener cuatro concejales. Tras la renuncia de Esperanza Gómez como senadora, fue designada el 3 de diciembre de 2019. Debido a eso dimitió como concejala de Dos Hermanas. Cesó como Senadora el 27 de julio de 2022.